# Robert Wichard Pohl
Robert Wichard Pohl (Hamburgo, 10 de agosto de 1884 – Göttingen, 5 de junho de 1976) foi um físico alemão.
Em 1938, Robert Pohl construiu na Universidade de Göttingen, junto com seu colaborador Rudolf Hilsch, o primeiro modelo de um transistor composto por três eletrodos inseridos em um cristal de brometo de potássio.
Ele é, com James Franck, um dos pais da física aplicada moderna. O ganhador do Prêmio Nobel Nevill Mott, em 1980, resumiu a posição do Instituto Pohl em Göttingen: “RW Pohl, de Göttingen, é em minha opinião o verdadeiro pai da física do estado sólido".

## Biografia
Nasceu em Hamburgo. Graduado no Instituto de Berlim (1906). Em 1906-16, ele trabalhou no Instituto de Física da Universidade de Ciências Aplicadas de Berlim; em 1916-52 - na Universidade de Göttingen, (desde 1919 - professor e diretor do Instituto de Física).
Seus trabalhos são dedicados à física do estado sólido, da qual ele é um dos fundadores, à física dos semicondutores, ao estudo dos fenômenos fotoelétricos, aos raios-X. Determinou (1908) o comprimento de onda da radiação de raios-X. Na década de 1920, ele começou um estudo sistemático das propriedades fotossensíveis de uma série de compostos semicondutores e alguns cristais isolantes e obteve os primeiros dados sistemáticos sobre a fotocondutividade de semicondutores, descobriu uma série de regularidades do efeito fotoelétrico interno e descobriu o efeito seletivo efeito fotoelétrico. Em particular, ele estudou as propriedades ópticas e elétricas, fotocondutividade de monocristais de halogenetos de metais alcalinos, que ao mesmo tempo serviram como materiais modelo para estudar processos de condução em outros cristais. Em 1938, ele mostrou a possibilidade de controlar correntes eletrônicas em um cristal, dando de fato uma descrição da estrutura fundamental de um tríodo semicondutor.

## Cursos de introdução à física
Para Pohl, os cursos introdutórios à física foram importantes desde o início; ele frequentemente contribuía com novas ideias para experimentos de demonstração, que ele havia desenvolvido e usado em suas palestras e livros, para a literatura científica. A primeira edição de seus famosos textos introdutórios à física, seu "Eletromagnetismo", foi publicada em 1927. Em 1930, o volume complementar sobre "Mecânica e Acústica" apareceu e foi estendido da terceira edição para incluir "Termodinâmica". O terceiro volume da série, "Óptica", foi publicado pela primeira vez em 1941 e, a partir da 9ª edição, em 1954, foi estendido para incluir "Física Atômica".

Um novo capítulo sobre "Óptica Quântica de Sólidos" resumiu o trabalho de pesquisa no Instituto Göttingen de Pohl. As propriedades elétricas dos sólidos foram tratadas também no volume "Eletromagnetismo", a partir da 15ª edição (1955), incluindo os resultados do trabalho de Pohl em Göttingen.

Roda de Pohl.

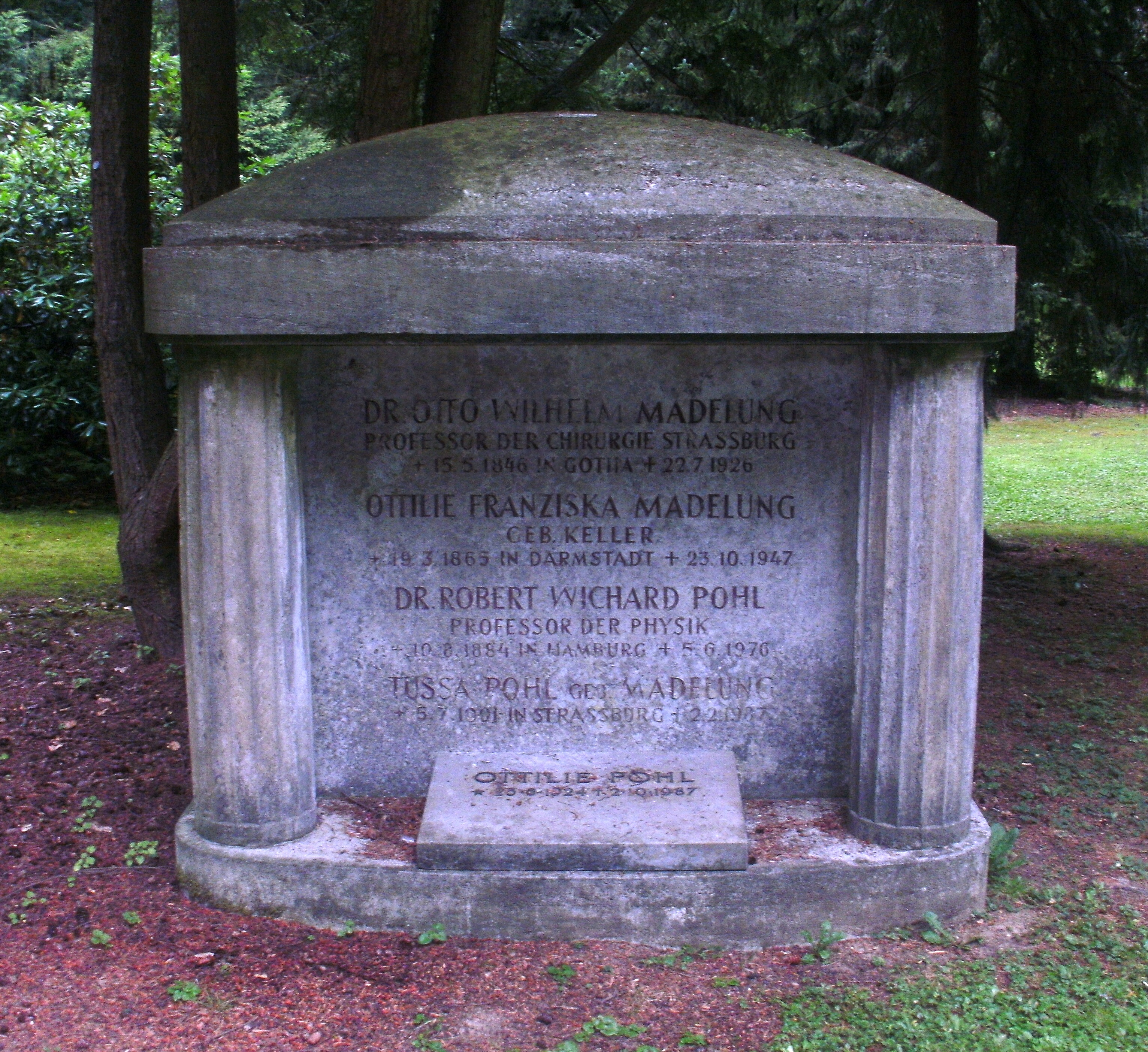
Sepultura de Otto Wilhelm Madelung e Robert Wichard Pohl no Cemitério Municipal de Göttingen

## Obras
- Einführung in die Physik, Springer, Berlim (edições de três volumes)
  - Volume 1
    - Mechanik und Akustik, (1a. ed., 1930, 2a. ed., 1931)
    - Mechanik, Akustik und Wärmelehre, (3a./ 4a. ed., 1941 – 18a. ed. (R.O. Pohl, editor), 1983)

  - Volume 2
    - Elektrizitätslehre, (1a. ed., 1927 – 21a. ed., 1975)

  - Volume 3
    - Optik, (1st ed. 1940 – 8a. ed., 1948)
    - Optik und Atomphysik, (9a. ed., 1954 – 13a. ed., 1976)
- Einführung in die Physik, Springer, Berlim (edições de dois volumes)
  - Volume 1
    - Mechanik, Akustik und Wärmelehre, (19a. ed. (K. Lüders e R.O. Pohl, eds.), 2004; 20a. ed., 2009)
    - Mechanik, Akustik und Wärmelehre, (21a. ed. 2017)

  - Volume 2
    - Elektrizitätslehre und Optik, (22nd ed. (K. Lüders e R.O. Pohl, eds., 2006); 23a. ed., 2010; 24a. ed. 2017)